# سينارة باسيفيكية
سينارة باسيفيكية (الاسم العلمي: Cinara pacifica) هي نوع من الحشرات تتبع جنس السينارة من الفصيلة المنية.